# Arteria esfenopalatina
La arteria esfenopalatina es una arteria de la cabeza que se origina en la arteria maxilar.

## Trayecto

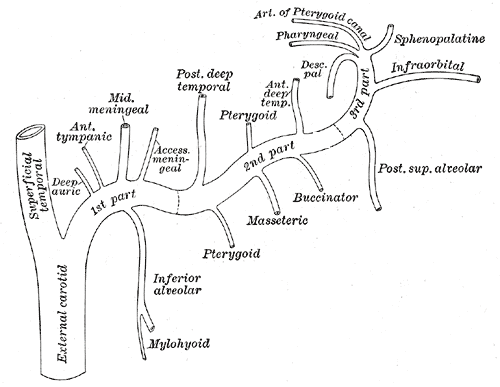
Arteria maxiliar

La arteria esfenopalatina es una rama de la arteria maxilar que discurre a través del foramen esfenopalatino hacia la fosa nasal, en la parte posterior del meato nasal superior, donde emite las arterias nasales posteriores laterales, que se distribuyen sobre los cornetes y meatos, anastomosándose con las arterias etmoidales (anterior y posterior) y las ramas nasales de la arteria palatina descendente, y ayudan en la irrigación de los senos frontal, maxilar y esfenoidal y las celdillas etmoidales.
Cruzando bajo la superficie del hueso esfenoides, termina en el tabique nasal como las ramas septales posteriores. Estas últimas se anastomosan con las arterias etmoidales y con la rama del tabique nasal o septal de la arteria labial superior; una rama desciende por un surco del hueso vómer hacia el conducto incisivo y se anastomosa con la arteria palatina descendente.

## Ramas
- Arterias nasales laterales posteriores.[1]
- Arteria septal posterior o arteria del tabique (arteria nasalis septi).[1]

Se recogen en bibliografía también juntas bajo el nombre de arterias del tabique y nasales posteriores externas (arteriae nasales posteriores laterales et septi).

### Ramas en la Terminología Anatómica
La Terminología Anatómica recoge las siguientes ramas:
A12.2.05.089 Arterias nasales posteriores laterales (arteriae nasales posteriores laterales).
A12.2.05.090 Ramas septales posteriores de la arteria esfenopalatina (rami septales posteriores arteriae sphenopalatinae).

## Distribución
Se distribuye hacia las estructuras adyacentes a la cavidad nasal y la nasofaringe.

## Significación clínica
Esta arteria a menudo se liga quirúrgicamente para controla la epistaxis severa.